# Donald Fullilove
 (janvier 2016).
Si vous disposez d'ouvrages ou d'articles de référence ou si vous connaissez des sites web de qualité traitant du thème abordé ici, merci de compléter l'article en donnant les références utiles à sa vérifiabilité et en les liant à la section « Notes et références ».
Donald Fullilove est un acteur américain né le 16 mai 1958 à Dallas (Texas),,,. Il est surtout connu pour son rôle de Goldie Wilson dans Retour vers le futur. Il a également participé a l'émission Les Jackson Five. Après plusieurs apparitions télévisées,, il se fait connaître lors de plusieurs doublages en VO dans des dessins animés,.

## Filmographie
- 1980 : Scared Straight! Another Story : Smash
- 1985 : Retour vers le futur : Goldie Wilson, le concierge
- 1989 : Retour vers le futur II : Goldie Wilson III
- 1998 : Mulan (voix)
- 2001 : Osmosis Jones (voix)
- 2002 : Spirit, l'étalon des plaines (voix)
- 2003 : Quoi de neuf Scooby-Doo ? (voix)
- 2005 : Star Wars, épisode III : La Revanche des Sith : Nute Gunray[10],[11] (voix)
- 2006 : Georges le petit curieux (voix)
- 2007 : Transformers: The Game : Walla (voix)
- 2008 : WALL-E (voix)
- 2009 : Là-haut : George (voix)
- 2009 : American Dad! : Voix diverses (voix)
- 2010 : Camp Rock 2: The Final Jam : John White
- 2011 : Back for the Future
- 2012 : Rex, le roi de la fête : Chuck E. Duck (voix)
- 2015 : Back in Time
- 2021 : Expedition : Back to the Future : Goldie Wilson